# 고용복지플러스센터
고용복지플러스센터(고용복지+센터, 雇傭福祉 plus center)는 실업 급여, 복지 상담, 신용회복 상담 등의 여러 서비스를 한 곳에서 제공하는 기관이다. 과거에는 취업 상담이나 실업 급여는 고용센터, 복지 상담은 지방자치단체, 신용회복 상담은 서민금융센터로 흩어져 있었으나, 2013년 고용노동부, 안전행정부, 보건복지부, 여성가족부 등이 협의하면서 이들 서비스를 한 곳에서 받을 수 있도록 추진되었다. 2014년 중에 10개 센터가 문을 열었고, 2015년에 30개소를 추가선정하여 2017년도까지 100개소 이상으로 확대될 예정이다.

## 운영 현황
| 기관명                      | 주소                                                   | 개소일          | Web Site |
| --------------------------- | ------------------------------------------------------ | --------------- | -------- |
| 부산북부 고용복지플러스센터 | 부산광역시 북구 화명대로 9, 1~5층 (화명동)             | 2014년 7월 22일 | 부산북부 |
| 남양주 고용복지플러스센터   | 경기도 남양주시 경춘로 953, 2~3층 (금곡동)             | 2014년 1월 6일  | 남양주   |
| 동두천 고용복지플러스센터   | 경기도 동두천시 삼육사로 984, 서경코아 3층 (생연동)    | 2014년 12월     | 동두천   |
| 춘천 고용복지플러스센터     | 강원도 춘천시 퇴계농공로 9, 2~5층 (석사동)             | 2014년 12월     | 춘천     |
| 천안 고용복지플러스센터     | 충청남도 천안시 서북구 동서대로 163, 2~5층 (성정동)    | 2014년 7월 7일  | 천안     |
| 서산 고용복지플러스센터     | 충청남도 서산시 호수공원1로 22, (석남동 18-2) (석남동) | 2014년 9월 18일 | 서산     |
| 순천 고용복지플러스센터     | 전라남도 순천시 충효로 147 (조례동)                    | 2014년 12월     | 순천     |
| 해남 고용복지플러스센터     | 전라남도 해남군 해남읍 중앙1로 61                      | 2014년 12월     | 해남     |
| 구미 고용복지플러스센터     | 경상북도 구미시 백산로 118 (송정동)                    | 2014년 7월 23일 | 구미     |
| 칠곡 고용복지플러스센터     | 경상북도 칠곡군 왜관읍 중앙로 146                      | 2014년 12월     | 칠곡     |